# Basilika Pius X. (Lourdes)

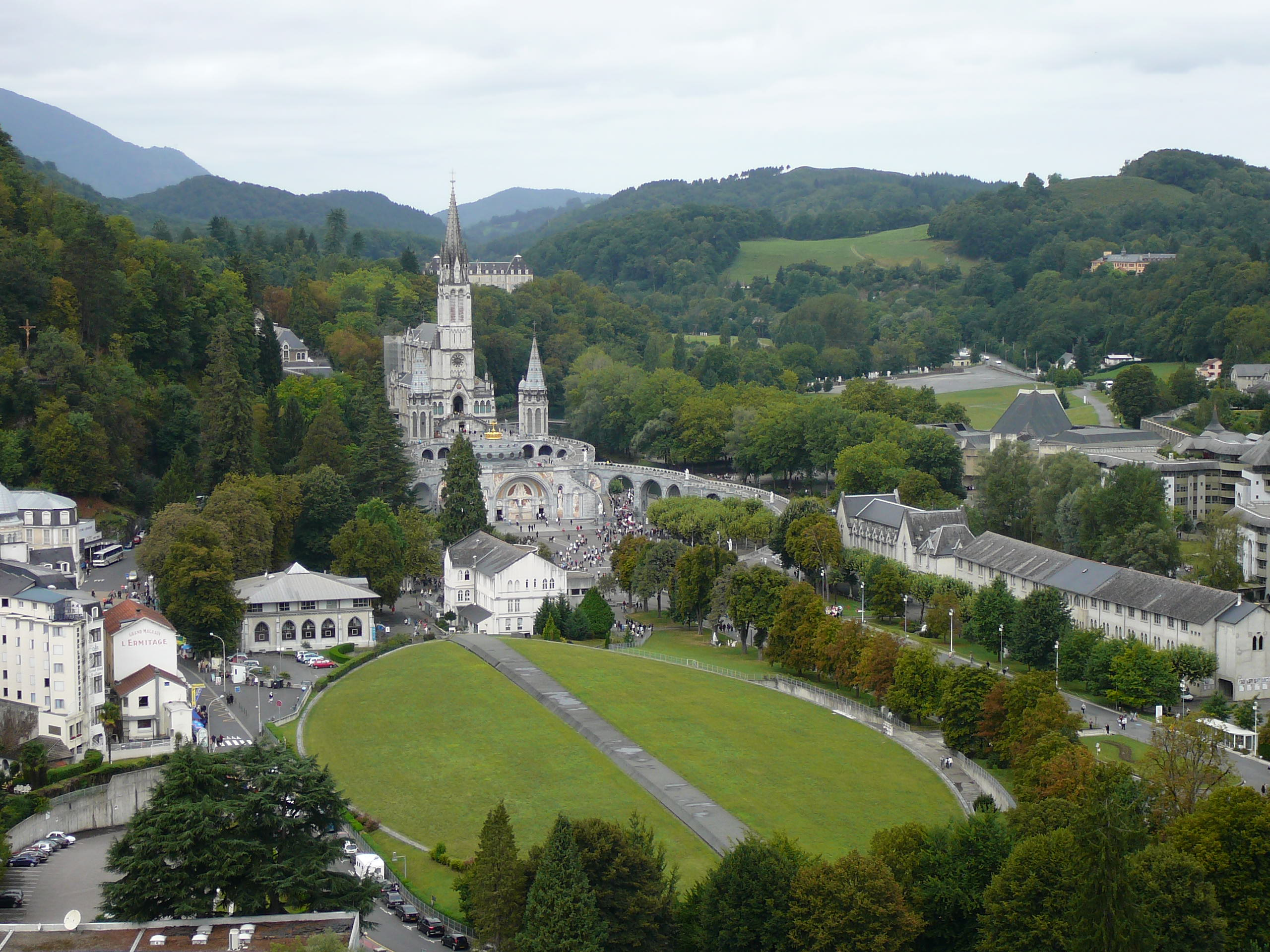
Unter dem Rasen liegt die Basilika Pius X.

Die Basilika Pius X. ist eine unterirdisch gelegene römisch-katholische Kirche und Basilika minor im französischen Marienwallfahrtsort Lourdes. Sie ist Teil des heiligen Bezirkes, an dem 1858 der Bernadette Soubirous die Gottesmutter Maria erschienen war. Der moderne Kirchenbau liegt östlich der Rosenkranz-Basilika und südlich der Esplanade du Rosaire unter einem flachen Rasendach. Er ist – nach der 1988 geweihten Kirche Sankt Bernadette am gegenüberliegenden Gave-de-Pau-Ufer – der zweitjüngste Sakralbau des Wallfahrtskomplexes und fasst zirka 25.000 Besucher. Die Basilika ist damit die mit Abstand größte Kirche in Lourdes.

## Geschichte
Der innen 191 Meter lange und 61 Meter breite (nach anderen Angaben, ggf. außen, 201 × 81 Meter) unterirdische Sakralbau wurde vom französischen Architekten Pierre Vago entworfen, der bei der Tragwerksplanung für die Spannbetonkonstruktion des großen, sehr flachen Gewölbes von Eugène Freyssinet beraten wurde. Die Fertigstellung der Betonbasilika erfolgte 1957. Ein Jahr später, am 25. März 1958, zum hundertjährigen Jubiläum der Marienerscheinungen von Lourdes, weihte Kardinal Roncalli, der spätere Papst Johannes XXIII., die Kirche, die zu den größten christlichen Kirchengebäuden zählt.

## Architektur und Gestaltung

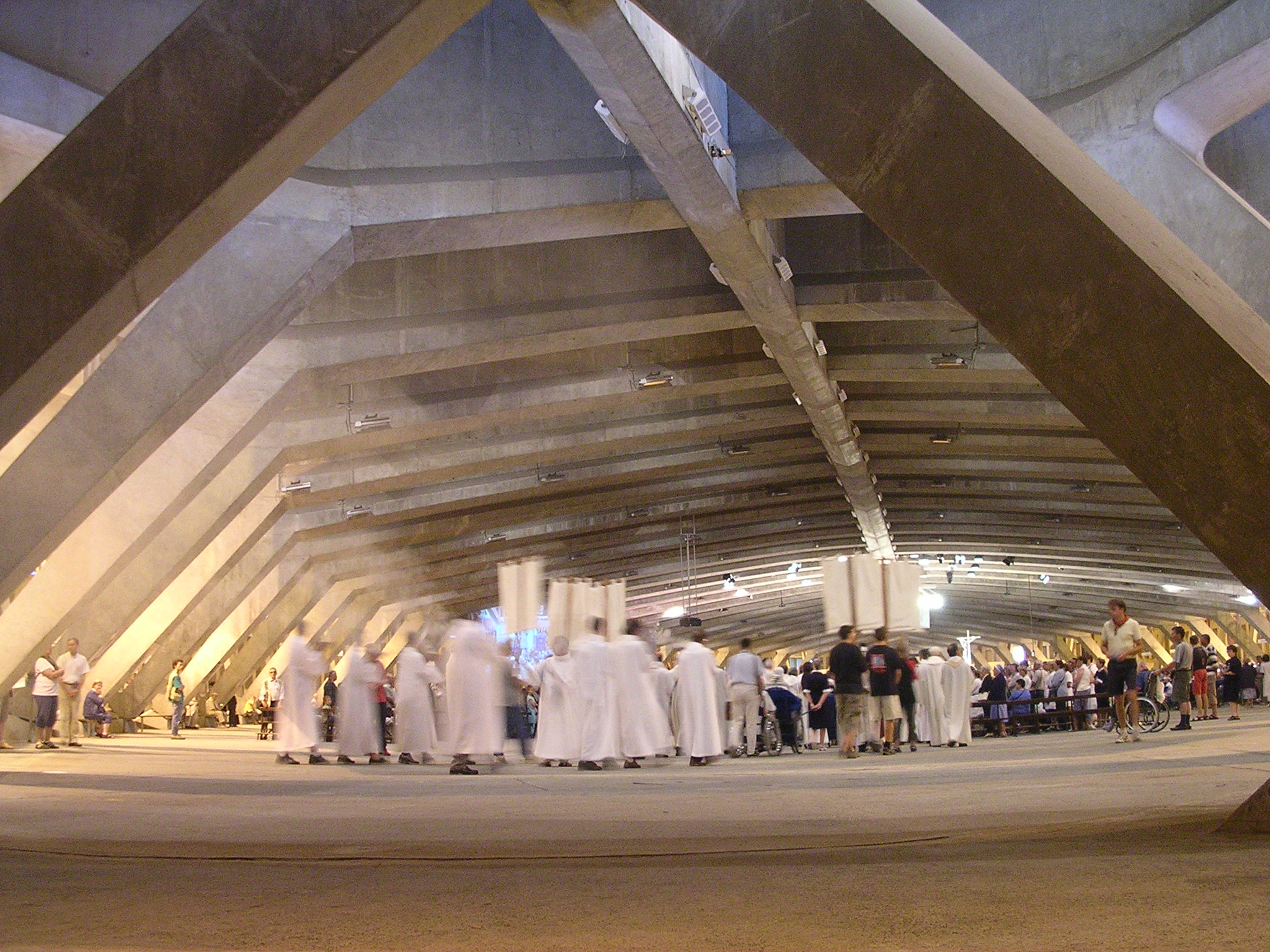
Innenansicht der Basilika Pius X.

Die Form des Sakralbaus ist einem umgedrehten Schiffsrumpf nachempfunden. Die Decke ist niedrig, nur 10 Meter hoch, und wird von 58 vorgespannten Betonpfeilern getragen, die auf 29 Betonbalken treffen, die die Decke kreuzen und den Eindruck von Spanten vermitteln. Der Boden fällt vom Rand des ovalen Innenraums (ca. 12.000 m2) sanft zur Mitte ab, wo sich der Altarraum auf einer erhöhten Plattform befindet, so dass alle Kirchenbesucher eine gute Sicht haben.

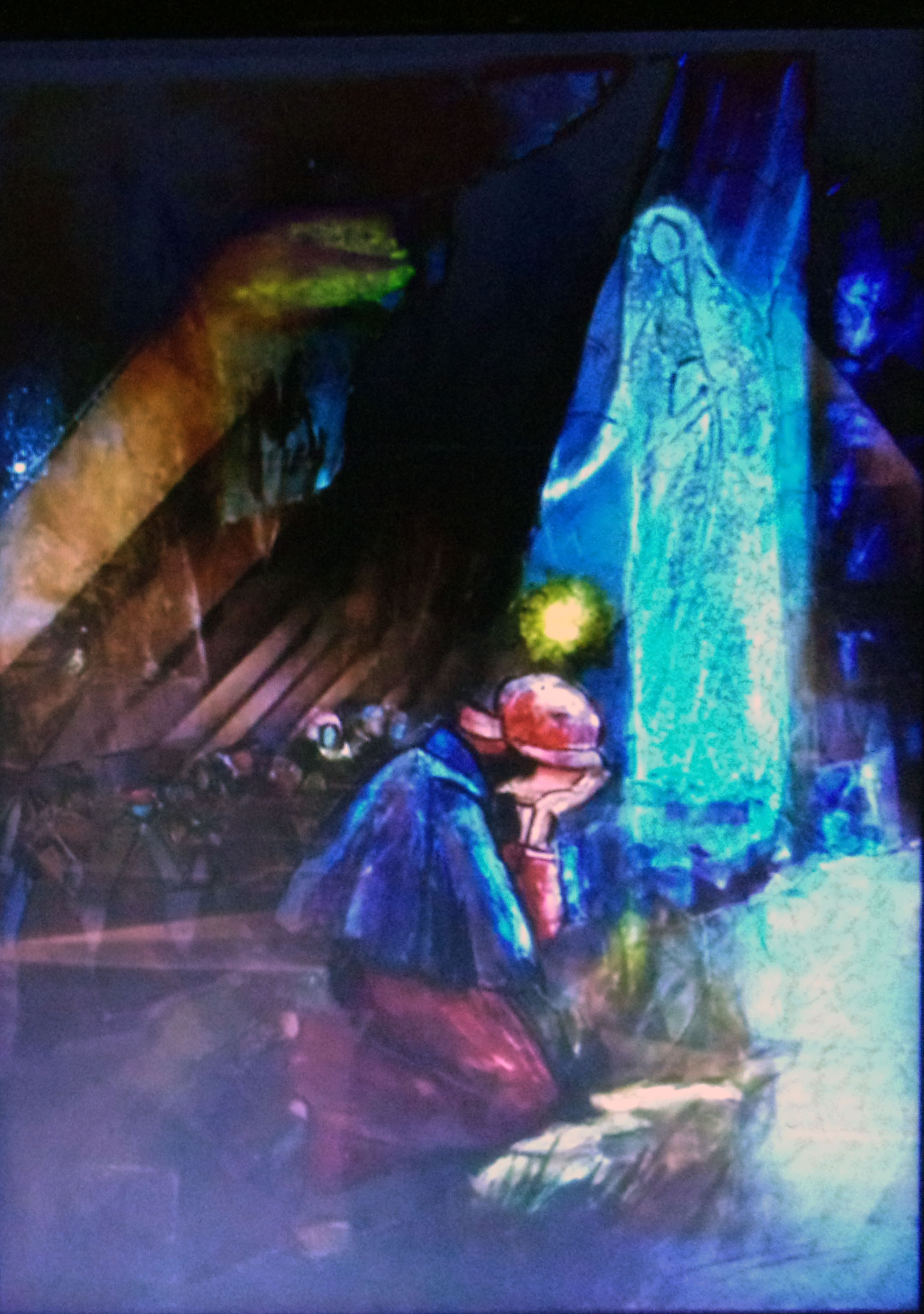
Glaskunst von René Margotton

Die Wände der Basilika sind mit Bildern der Kreuzwegstationen, der Rosenkranzgeheimnisse und der 18 Marienerscheinungen Bernadettens im Jahre 1858 geschmückt. Insgesamt sind es 52 Abbildungen, die hinter Glas zu sehen sind. Auch befinden sich 39 Porträts von Heiligen und Seligen aus aller Welt in der Kirche, die den sogenannten „Weg der Heiligen“ bilden. An der östlichen Rampe befinden sich Darstellungen der Marienerscheinungen von Lourdes und Stationen aus Bernadette Soubirous’ Leben. Die Bilder stammen vom französischen Maler René Margotton (1915–2009).
Die kontrovers moderne Architektur der Basilika Pius X. unterscheidet sich wesentlich von den traditionellen Sakralbauten des Wallfahrtbezirkes. Da sie unter der Erde liegt, scheint in ihr fast kein Tageslicht.

## Orgel
Die Orgel wurde 1969 von der spanischen Orgelbaufirma Organeria Espanola d'Azpeitia erbaut, und 1995 bis 1997 von dem Orgelbauer Pesce Frères restauriert. Das Instrument hat 53 Register auf vier Manualwerken und Pedal. Die Spiel- und Registertrakturen sind elektrisch.
| I Grand Orgue C–g3     |     |
| Montre                 | 16′ |
| Bourdon                | 16′ |
| Montre                 | 8′  |
| Bourdon                | 8′  |
| Flûte harmonique       | 8′  |
| Prestant               | 4′  |
| Flûte                  | 4′  |
| Doublette              | 2′  |
| Grosse sesquialtera II |     |
| Fourniture V-VI        |     |
| Cymbale IV             |     |
| Grand Cornet IX        |     |
| Bombarde               | 16′ |
| Trompette              | 8′  |
| Voce umana             | 8′  |
| Tremblant              |     |

| II Positif C–g3 |        |
| Principal       | 8′     |
| Bourdon         | 8′     |
| Prestant        | 4′     |
| Flûte           | 4′     |
| Nazard          | 2 ⁄3′  |
| Doublette       | 2′     |
| Quarte          | 2′     |
| Tierce          | 1 3⁄5′ |
| Larigot         | 1 ⁄3′  |
| Plein-jeu V     |        |
| Trompette       | 8′     |
| Cromorne        | 8′     |
| Clairon         | 4′     |
| Glockenspiel    |        |

| III Solo C–g3            |     |
| Flûte                    | 8′  |
| Prestant                 | 4′  |
| Piccolo                  | 1′  |
| Trompette en chamade (D) | 16′ |
| Orlos en chamade         | 8′  |
| 1° trompette en cham.    | 8′  |
| 2° trompette en cham.    | 8′  |
| Clairon en cham.         | 4′  |
| Clairon en cham. (B)     | 2′  |
| Tremblant                |     |

| IV Récit expressif C–g3 |    |
| Bourdon                 | 8′ |
| Gambe                   | 8′ |
| Dulziana                | 8′ |
| Voix céleste            | 8′ |
| Flûte                   | 4′ |
| Flûte                   | 2′ |
| Hautbois                | 8′ |
| Tremblant               |    |

| Pédale C–f1     |     |
| Bourdon         | 32′ |
| Contrebasse     | 16′ |
| Soubasse        | 16′ |
| Bourdon         | 8′  |
| Flûte           | 8′  |
| Principal       | 4′  |
| Contre-bombarde | 32′ |
| Bombarde        | 16′ |
| Trompette       | 8′  |

- Koppeln: II/I, III/I, IV/I, I/P, II/P, III/P, IV/P